# Lågan
Lågan är ett skär i Åland (Finland). Det ligger i Skärgårdshavet och i kommunen Geta i landskapet Åland, i den sydvästra delen av landet. Ön ligger omkring 38 kilometer norr om Mariehamn och omkring 290 kilometer väster om Helsingfors.
Öns area är 2,4 hektar och dess största längd är 350 meter i nord-sydlig riktning. Trakten är glest befolkad. Närmaste större samhälle är Finström, 19,5 km söder om Lågan.